# Émetteur du mont Rochard

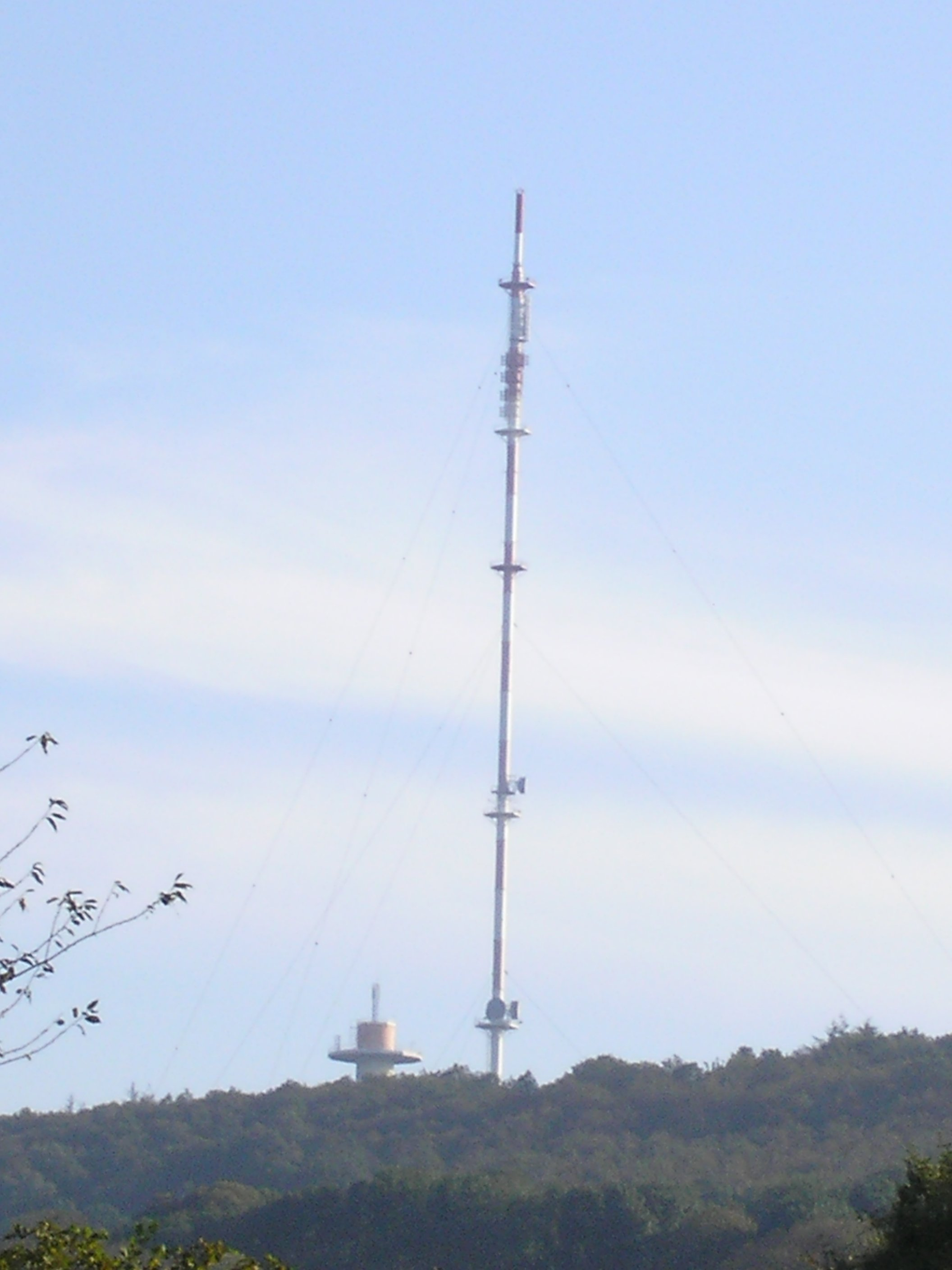
Site d'émission du Mont Rochard :
Au premier plan : le pylône haubané.
En arrière-plan : la tour hertzienne.

L'émetteur du Mont Rochard, situé dans la Mayenne près du village de Sainte-Gemmes-le-Robert, est une installation permettant la diffusion de la télévision numérique terrestre et de la radio FM publique dans tout le département. Il est composé d'un pylône haubané mesurant 200 mètres de haut et d'une tour hertzienne haute de 61 mètres. Il appartient à l'opérateur TDF (Télédiffusion de France). Il dispose aussi de relais pour la téléphonie mobile et pour d'autres transmissions.

## Construction
En 1970, TDF construit au sommet un pylône en métal de 200 mètres de haut, un relais émetteur de radio et de télévision. Posé sur une "rotule", il est constitué de vingt tubes métalliques, emboîtés et arrimés les uns au-dessus des autres. Un triple haubanage, sur deux niveaux, assure sa stabilité verticale. À partir de l'élément 7, il est peint en rouge et blanc alternés pour la sécurité aérienne. De même, des flashs lumineux fonctionnent en permanence, jour et nuit. Le pylône est surmonté de l'antenne proprement dite, composée de trois tubes de diamètres dégressifs.

## Télévision

### Diffusion analogique
| Chaîne          | Canal | Puissance (PAR) |
| --------------- | ----- | --------------- |
| TF1             | 63H   | 60 kW           |
| France 2        | 57H   | 60 kW           |
| France 3 Maine  | 60H   | 60 kW           |
| France 5 / Arte | 33H   | 20 kW           |
| M6              | 30H   | 20 kW           |

Concernant Canal+, Laval pouvait la recevoir en analogique via le réémetteur situé près du stade Jean Macé.
Dans la région des Pays de la Loire, la diffusion de la télévision analogique s'est arrêté le 18 mai 2010.
Source : "Liste des anciens émetteurs de télévision français" (fichier PDF).

### Diffusion numérique
| Multiplex | Canaux | Puissances (PAR) | Diffuseur |
| --------- | ------ | ---------------- | --------- |
| R1        | 33H    | 9,3 kW           | Towercast |
| R2        | 34H    | 10 kW            | TDF       |
| R3        | 43H    | 10 kW            | Towercast |
| R4        | 37H    | 10 kW            | Towercast |
| R6        | 41H    | 10 kW            | Towercast |
| R7        | 35H    | 7,6 kW           | Towercast |

#### Composition des multiplexes

##### Multiplex R1
| LCN | Nom de la chaîne |
| --- | ---------------- |
| 2   | France 2         |
| 3   | France 3 Maine   |
| 4   | France 4         |
| 16  | France Info      |

##### Multiplex R2
| LCN | Nom de la chaîne                    |
| --- | ----------------------------------- |
| 12  | Gulli                               |
| 13  | BFM TV                              |
| 14  | CNews                               |
| 17  | CStar                               |
| 18  | T18                                 |
| 19  | Novo 19 (à partir du 1er septembre) |

##### Multiplex R4
| LCN | Nom de la chaîne |
| --- | ---------------- |
| 5   | France 5         |
| 6   | M6               |
| 7   | Arte             |
| 9   | W9               |
| 22  | 6ter             |
| 26  | Paris Première   |

##### Multiplex R6
| LCN | Nom de la chaîne |
| --- | ---------------- |
| 1   | TF1              |
| 8   | LCP              |
| 10  | TMC              |
| 11  | TFX              |
| 15  | LCI              |

##### Multiplex R7
| LCN | Nom de la chaîne |
| --- | ---------------- |
| 20  | TF1 Séries Films |
| 21  | L'Équipe         |
| 23  | RMC Story        |
| 24  | RMC Découverte   |
| 25  | Chérie 25        |

Source : Emetteurs TNT dans la Mayenne sur le forum de tvnt.net (consulté le 17 avril 2017).

## Radio FM
L'émetteur du Mont Rochard émet 4 radios publiques, dont la locale, couvrant la Mayenne. Il dispose également d'un émetteur diffusant MFM Radio depuis 1997 sur Évron, ville située à 10 km du site de diffusion. Il diffusait entre 1991 et 1997 Fun Radio via la radio locale WFM qui a ensuite changé de franchise pour Montmartre FM (ex-MFM Radio).
| Fréquence | Station             | Catégorie      | Puissance (PAR) | Code RDS (PS) |
| --------- | ------------------- | -------------- | --------------- | ------------- |
| 88.3      | France Culture      | Radio publique | 7 kW            | _CULTURE      |
| 92.1      | France Musique      | Radio publique | 7 kW            | MUSIQUE_      |
| 93.7      | M Radio             | D              | 500 W           | M_RADIO_      |
| 95.1      | France Inter        | Radio publique | 7 kW            | __INTER_      |
| 96.6      | France Bleu Mayenne | Radio publique | 7 kW            | BLEU.MAY      |

Source : Les radios d'Évron sur annuaireradio.fr (consulté le 17 avril 2017).

## Téléphonie mobile
Le site de diffusion ne dispose que de relais Orange émettant des ondes 2G et 3G situés sur la tour hertzienne. Des relais FH de Bouygues Télécom se trouvent sur le pylône haubané.

## Autres transmissions
Le pylône haubané permet notamment la communication pour EDF et la Direction des Routes (DDE).
- EDF : COM TER / Faisceau hertzien
- Direction des Routes : COM TER
- TDF : Faisceau hertzien

## Photos du site

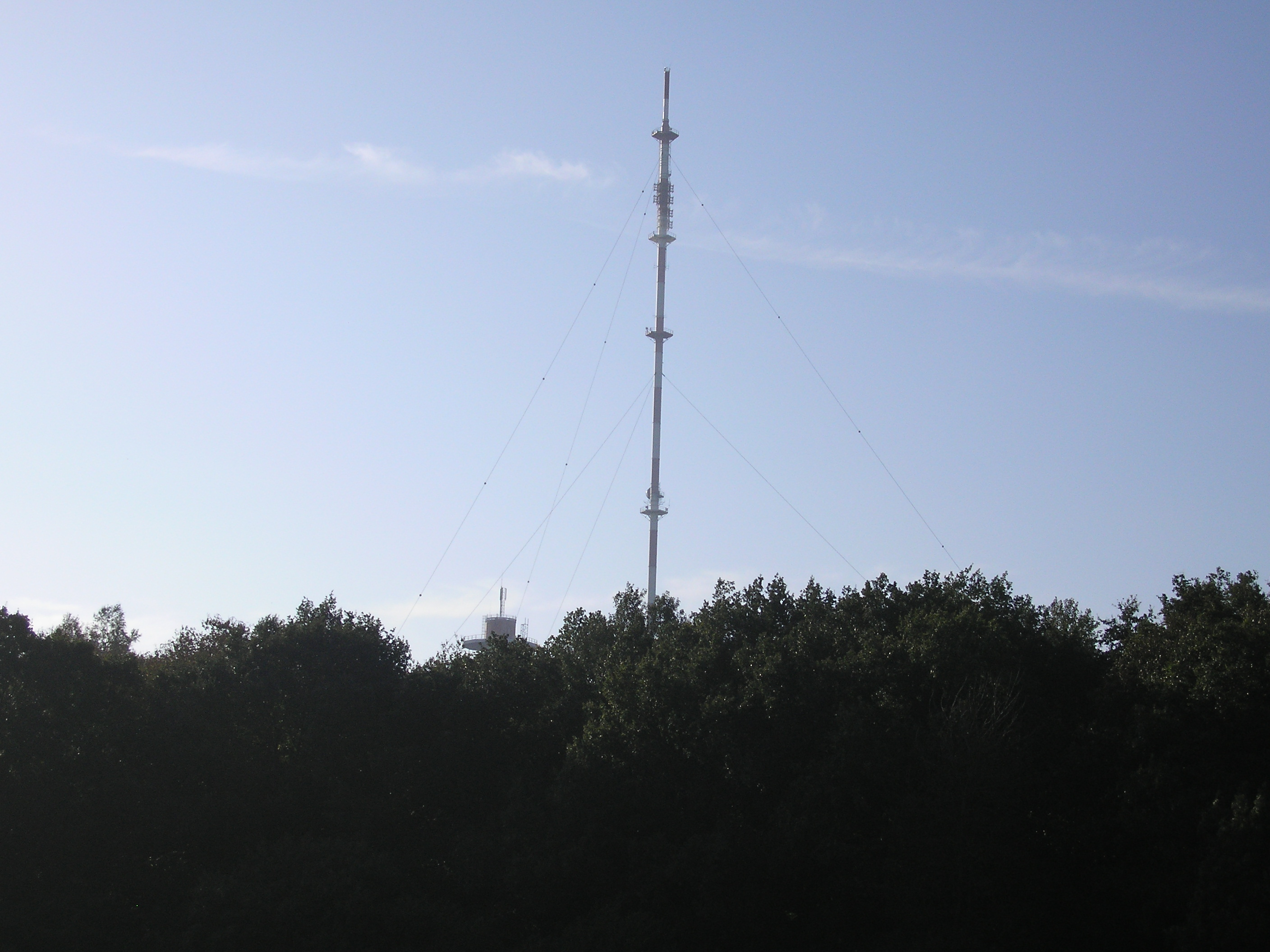
Le pylône haubané diffusant principalement les chaînes de télévision et de radio.
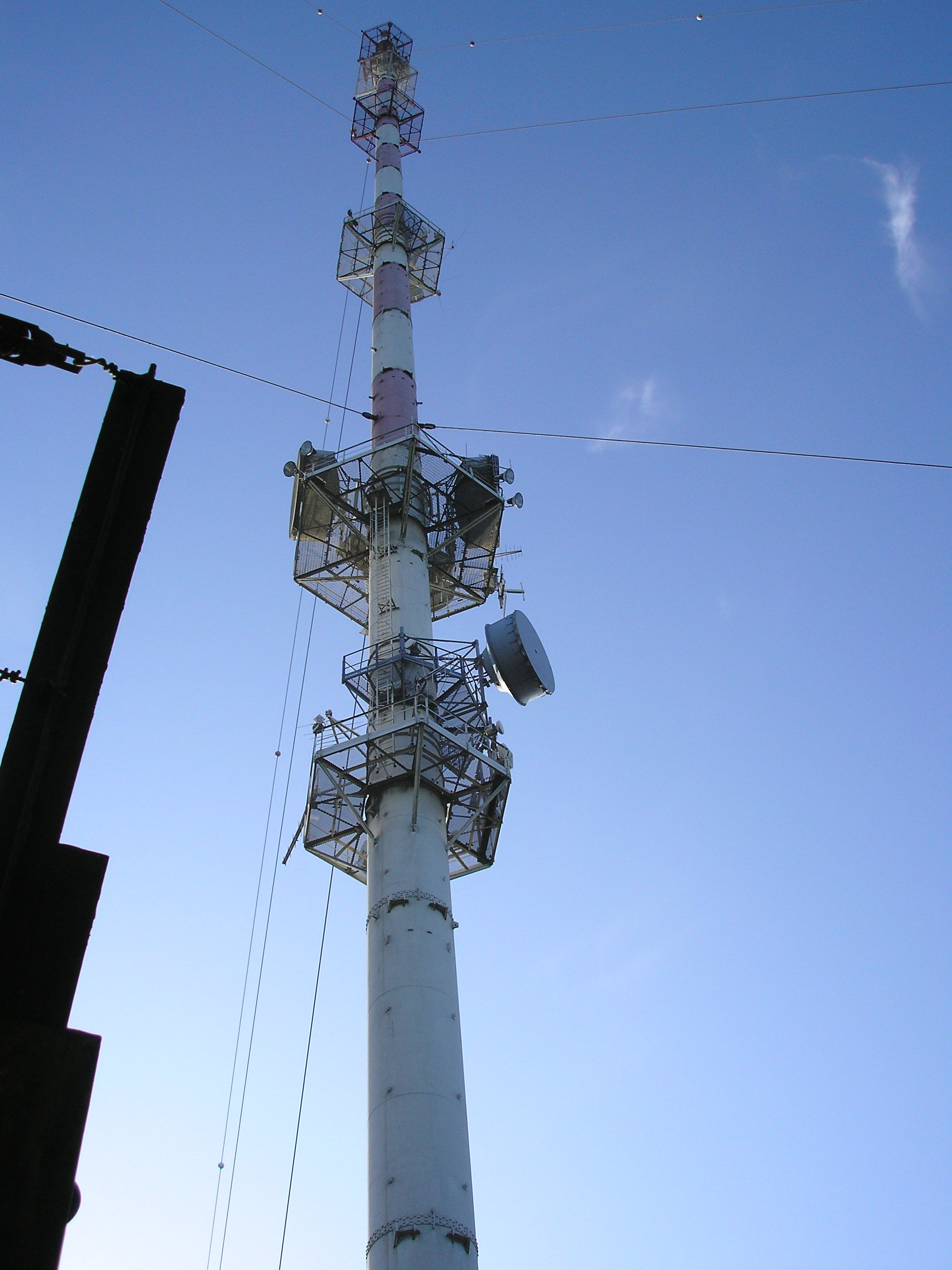
Autre vue du pylône haubané
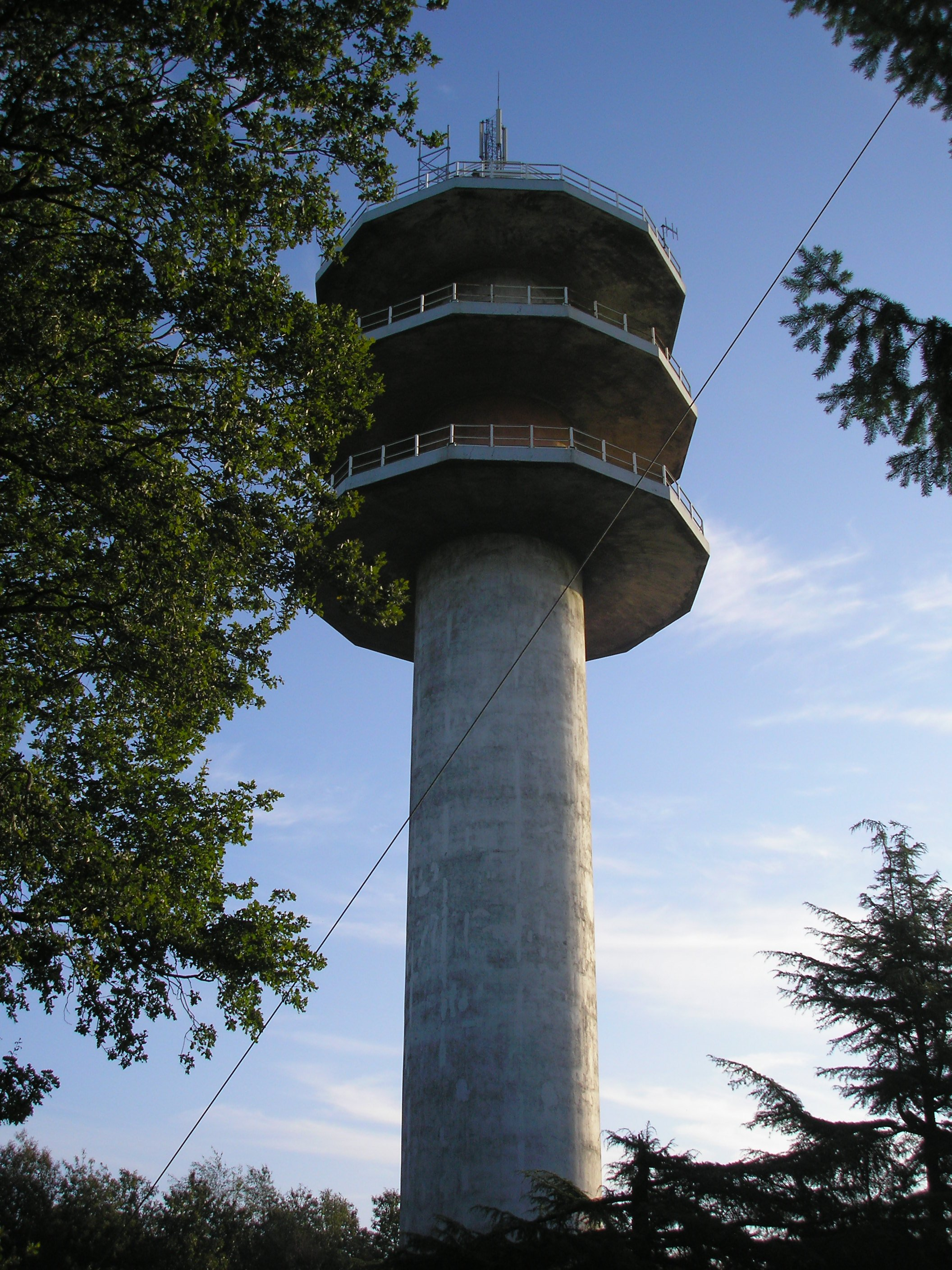
La tour hertzienne TDF où sont logés les relais 2G et 3G d'Orange.

Pour voir plus de photos :
- Photos du site du Mont Rochard sur tvignaud. (consulté le 17 avril 2017)
- Photos du site du Mont Rochard sur annuaireradio.fr (consulté le 17 avril 2017)